# Арташес I
Арташес I (на арменски: Արտաշես Առաջին Բարեպաշտ; † ок. 150 пр.н.е.) е селевкидски стратег, основател на династията на Арташесидите и цар на Велика Армения. Членовете на династията основана от Арташес управляват Армения близо 2 века.

## Живот
До края на 3 век пр.н.е. Армения се състои от около 120 династични владения управлявани от нахарарите (нахарар – арменски едър феодал, болярин; нахарарство – владение на нахарар) слабо обединени под знамената на владетелите от династията на Ервандидите управляващи Велика и Малка Армения. Въпреки че Александър Македонски не завзема Армения, елинистическата култура влияе силно върху арменското общество. Когато Антиох III Велики превзема Армения от Ервандидите, той назначава Арташес за стратег и сатрап.
Влиянието на Селевкидското царство над Армения отслабва след поражението от римляните в битката при Магнезия през 190 пр.н.е. Арташес и неговия колега стратег Зариадър (Zariadres) се разбунтуват и със съгласието на римляните се обявяват за самостоятелни царе: Арташес на Велика Армения, а Зариадър на Софена/Малка Армения.
Арташес се жени за Сатеник, дъщеря на царя на аланите. Те имат шестима синове: Артавазд, Вриур, Мазан, Зариадър (Зарех), Тиран и Тигран.
Арташес основава столицата Арташат на река Аракс, близо до езерото Севан. След като Антиох Велики е победен от римляните, Ханибал се крие за известно време при Арташес. През 165 пр.н.е. Антиох IV Епифан напада Армения и взима Арташес за заложник. Той е наследен от сина си Артавазд I.